# 性格歸因
性格归因（英語：Dispositional attribution），亦称内在归因（英語：Internal attribution），指的是个体将自己的行为理解为由性格等内在因素所造成，与理解为外界环境（环境、文化等）造成的刺激相对。性格归因被定义为将一个事件的缘由归功于个人可控因素的行为。当人们将一件事情性格归因时，通常指一件事情和某个人的性格、气质有直接关系。